# Nuaith
Nuaith war eine Masseneinheit (Gewichtsmaß) für Gold im Sudan. Das Maß war regional auf Nigritien beschränkt.
- 1 Nuaith = 0,011469 Lot (Preußen 1 L. = 16,667 Gramm) = 0,1912 Gramm
- 1 Mizam = 24 Nuaith = 4,5876 Gramm[1]